# ピース・トレイル
『ピース・トレイル』（Peace Trail）は、カナダ／アメリカのシンガーソングライターニール・ヤングの38枚目のスタジオ・アルバムで、2016年12月9日にリプリーズ・レコードからリリースされた。ヤングとジョン・ハンロンの共同プロデュースで、レコード・プロデューサーリック・ルービンのシャングリ・ラ・スタジオでレコーディングされた。
「基本的にはにアコースティックなアルバム」と評された。ヤングは、ドラマージム・ケルトナーとベース・ギタリストのポール・ブッシュネルと共にこのアルバムをレコーディングした。

## 背景
ピース・トレイルは、2016年にヤングのライブ・アルバム『アース』がリリースされた後に書かれ、レコーディングされた。2015年から2016年にかけてプロミス・オブ・ザ・リアルと幅広く活動したにもかかわらず、ヤングはセッション・ミュージシャンのジム・ケルトナー（ドラム）とポール・ブッシュネル（ベース）とソロ・アルバムをレコーディングすることを選んだ。ヤングはその決断をマザー・ジョーンズ誌に説明している：
『ピース・トレイル』を書き始めたのはここコロラドで、それからカリフォルニアに戻ったんだ。他の曲もいくつか頭の中にあったから、数日後には完成させて、スタジオに入りたかったんだ。私は思いついたらすぐにスタジオに入りたいんだ。一緒に演奏していたプロミス・オブ・ザ・リアルのメンバーに電話したら、みんな移動中だった。電話を切った直後、すぐに別の曲を書き始めたんだ、『待ちきれないよ。今やるべきだ！』って。私の経験では、やるときはやるんだ。だから、ジム・ケルトナーとポール・ブッシュネルという優秀な2人を集めて、このレコードを作ったんだ。

## 曲の制作
このアルバムの曲の中で、ヤングはテクノロジーと社会の変化、そして人々がその変化を前向きに推進する必要性についてコメントしている。彼は、「このレコードには良いフィーリングがある。何かが使い古されたかもしれないとき、神や大いなるスピリット、あるいは誰であれ、新しい何かがやってくることに感謝するんだ。それは、あなたにとって最高の知らせだ。赤ちゃんかもしれないし、ムーブメントかもしれないし、考え方かもしれないし、進化かもしれない。誰にもわからない。でも、それは大きなことだし、悪い気分じゃない」。
「Indian Givers」では、当時進行中だったダコタ・アクセス・パイプライン抗議運動の中で、ヤングはスタンディング・ロック・インディアン居留地の地元活動家への支援を表明している。ヤングは71歳の誕生日をデモ参加者とともに過ごし、現場でパフォーマンスを行った。
「Show Me」の歌詞には、女性の権利への支持が表現されている。ヤングはこの曲を初めて演奏したときの観客の反応を覚えている： 「初めてこの曲を歌ったとき、コロラド州テルユライドだったと思うけど、あの音が聞こえたんだ。聴衆の女性たちが自然に拍手や励ましの声を上げたんだ」。

## レコーディング
アルバムは2016年9月中旬にマリブにあるシャングリ・ラ・スタジオで4日間でレコーディングされた。このアルバムにはヤング、ケルトナー、ブッシュネルの3人だけが参加しており、ジョー・ヤンキーのクレジットでヤングによるオーバーダブが追加されている。このアルバムではヤングが初めてオートチューンを使用した。

## 評価
| 専門評論家によるレビュー | 専門評論家によるレビュー |
| 総スコア                 | 総スコア                 |
| 出典                     | 評価                     |
| ------------------------ | ------------------------ |
| Metacritic               | 57/100                   |
| レビュー・スコア         |                          |
| 出典                     | 評価                     |
| Allmusic                 | [ 10 ]                   |
| Classic Rock             | [ 11 ]                   |
| Pitchfork                | 6.7/10                   |
| Uncut                    | [ 13 ]                   |

『ピース・トレイル』はリリース時に様々な評価を受けた。主流の批評家によるレビューに100点満点の正規化評価を割り当てるMetacriticでは、このアルバムは18件のレビューに基づいて57点の平均点を獲得しており、これは「混合または平均的なレビュー」を示している。
ダミアン・ラヴはUncut誌に寄せた好意的なレビューの中で、ヤングが現在のバック・バンドプロミス・オブ・ザ・リアルとレコーディングをしなかったことに驚きを示したが、アルバムのコラボレーターであるポール・ブッシュネルとジム・ケルトナーを賞賛している： 「ブッシュネルは、あなたがほとんど気づかないような完璧なベースを提供してくれる。ケルトナーのパーカッションはまた別の話だ。ほとんど1テイク目か2テイク目に収録されているが、彼はビートを刻むというより、ヤングがやっていることに反応する。このレコードはしばしばヤングとケルトナーのデュエットになる」。ロブ・ヒューズは『Classic Rock』の別の好意的なレビューの中で、「彼の50年のキャリアの中で最も音楽的に関与したアルバムではないかもしれないが、ヤングにはまだ提供するものがたくさんあるという説得力のある証拠だ」と書いている。
Pitchforkのほぼ好意的な批評で、サム・ソドムスキーはヤングの政治色の強いアルバムをリリースすることへの献身とその多作ぶりを賞賛した： 「ヤングの歌声がここほど老けて聴こえることはないが、彼のエネルギーには若々しさがある。1年に2枚のアルバムをリリースすることで、タイ・シーガルやジョン・ドワイヤーと歩調を合わせていることに加え、彼の音楽は、新しい分野をカバーし、自分の考えを語ろうとする落ち着きのない決意に導かれている。」
Allmusicの否定的なレビューの中で、トーマス・アールワインはアルバムのレコーディング過程が急ぎ足であったことを示唆している： 「美学的には面白いが、『ピース・トレイル』の問題はコンセプトではなく、その実行だ。「オハイオ」や '「リビング・ウィズ・ウォー」' のような音楽的速報として意図された『ピース・トレイルは、その正確な瞬間についての歌で満たされているが、実行はあまりにも芸術的でなく、無関心に傾いている」。

## 収録曲
| #         | タイトル                           | 作詞  | 作曲・編曲 | 時間 |
| --------- | ---------------------------------- | ----- | ---------- | ---- |
| 1.        | 「Peace Trail」                    |       |            | 5:32 |
| 2.        | 「Can't Stop Workin'」             |       |            | 2:45 |
| 3.        | 「Indian Givers」                  |       |            | 5:41 |
| 4.        | 「Show Me」                        |       |            | 4:02 |
| 5.        | 「Texas Rangers」                  |       |            | 2:29 |
| 6.        | 「Terrorist Suicide Hang Gliders」 |       |            | 3:17 |
| 7.        | 「John Oaks」                      |       |            | 5:12 |
| 8.        | 「My Pledge」                      |       |            | 3:54 |
| 9.        | 「Glass Accident」                 |       |            | 2:53 |
| 10.       | 「My New Robot」                   |       |            | 2:35 |
| 合計時間: | 合計時間:                          | 38:20 |            |      |

## 参加メンバー
- ニール・ヤング - ギター、ヴォーカル、プロデュース
- ジム・ケルトナー - ドラム
- ポール・ブッシュネル - ベース
- マイカ・ネルソン - ヴォーカル
- ジョー・ヤンキー（ニール・ヤングの変名） - エレクトリック・ハープ、ポンプ・オルガン

制作スタッフ
- エリック・リン - エンジニアリング
- エリオット・ロバーツ - ディレクション
- ジョン・ハンロン - プロデュース、ミキシング
- ジョニー・ブリク、ケヴィン・スミス - アシスタント・エンジニアリング
- ティム・マリガン - ポストプロダクション補助